# 전기추진선
전기추진선은 전기에너지로 추진 모터를 회전 시켜 프로펠러와 같은 추진 장치를 구동하는 선박을 말하며, 종래의 내연기관을 이용하는 기계식 추진 선박에 비해 많은 장점을 가지고 있다. 일반적으로 발전기를 가동 시켜 생산되는 전기에너지로 추진 모터를 작동 시키는 방법을 사용하였나, 환경 규제가 강화되고 배터리 기술이 발전함에 따라 전기 자동차와 같이 배터리에 저장된 전기에너지를 이용하여 추진 모터를 구동하는 방법으로 더욱 보편화되고 있다.

## 배경
대한민국은 2020년 1월부터 《환경친화적 선박의 개발 및 보급 촉진에 관한 법률(약칭: 친환경선박법)》이 시행되었다. 그 중 《친환경선박법》 〈제13조〉를 보면 관공서 및 공공기관에서의 선박을 조달하는 경우 친환경 선박으로 구입하여야 한다며 친환경 추진시스템의 적용을 의무화하였다.

대한민국 해양수산부에서 지난 2020년 12월 대한민국 산업통상자원부와 공동으로 발표한 ‘제 1차 친환경선박 개발•보급 기본 계획(2021~2030년)’에 따라 ‘2021년 친환경선박 보급 시행 계획’을 2021년 1월에 수립하기도 했다. 정부 및 지방자치단체는 수립된 보급 시행 계획에 따라  24개 사업에 약 2,050억원 규모의 예산을 투입해 공공선박 23척과 민간선박 16척 등 총 39척을 친환경선박으로 전환하도록 지원할 것이라 발표하면서 친환경선박 패러다임 변화에 대응하기 위해 계속해서 다양한 보급 및 지원 방침을 마련해나가고 있다. 또한 관련 내용을 많은 사람들에게 전파하기 위해 친환경선박 온라인 정책설명회 등을 개최하기도 했다.

## 원리
현재 가장 많은 관심을 받고 있는 분야 중 하나가 이 전기추진동력이다. 전기추진동력 이란, 기존의 내연기관 엔진이 아닌 전기모터로 추진력을 발생시키기 위해 리튬이온 배터리나 연료전지 등에서 에너지원인 전력을 동력으로 변환하는 기술을 말한다. 전기추진동력을 이용하는 선박, 즉 전기추진선은 기존의 디젤엔진 대신 전기에너지(전하가 전기장 안에 존재함으로써 가지는 에너지 또는 전류가 자기장 안에서 가지는 에너지)를 활용하는 선박으로, 발전기를 구동하여 주된 기관에 전력을 공급하고 이 전력을 통해 프로펠러를 회전시켜 추진력을 얻는 형태이다. 전기자동차와 같이 석유 연료 등을 사용하지 않고, 전기 배터리와 전기 모터를 사용하며 배터리에 축적된 전기로 모터를 회전시켜 선박을 운행하게 한다. 그 외 연료 전지, 태양 전지와 같은 열이나 화학반응을 통해 전기를 직접 발생 시키는 방법도 있다. 아직 까지는 상선이나 원양어선 등과 같은 선박에 도입하기 전이지만 시장 잠재력이 높은 만큼 현재 전세계적으로 개발 및 설계, 실증 테스트 등을 활발하게 진행하고 있다.

## 장단점
위에 언급한 것과 동일하게 전기추진선은 전기에너지를 동력원으로 사용하여 추진하는 선박이다. 따라서 이산화탄소와 같은 대기오염 물질을 배출하지 않는다. 단, 전기를 생산하는 과정과 충전하는 과정까지 포함하면 필연적으로 이산화탄소가 발생할 수 있지만 그럼에도 불구하고 예전의 디젤엔진과 같은 내연기관선박보다는 배출량이 현저히 적다. 또한, 선박용 전기추진기의 한 종류인 러더 프로펠러 추진방식은 디젤엔진이 전기모터로 대체됨에 따라 소음과 진동이 적고, 전기추진선에는 모터가 직렬로 연결되어 기존 디젤엔진선박에 있던 엔진과 프로펠러를 연결하는 추진축이 필요 없어지면서 선박의 공간 활용을 극대화할 수 있다. 러더 프로펠러는 360도 회전할 수 있기 때문에 선회능력 역시 기존 추진방식보다 매우 우수하다. 마지막으로 전기에너지가 디젤연료 보다 저렴하기 때문에 운송비용도 절감할 수 있다. 그러나 전기추진선을 건조하는데 드는 초기비용 부담과 배터리 충전 및 장거리 운항 등 해결해야 할 부분들이 있지만 현재 대한민국을 포함한 전 세계적으로 각 정부의 지원과 각 행정부처에서 이뤄지는 개발 및 연구진행 속도로 보면 금방 개선될 것으로 전망하고 있다.

## 대한민국 1호 전기추진선
대한민국 최초로 전기추진선박이 설계 및 건조되었는데 그것이 바로 대한민국 충주시에 있는 상용전기추진 유람선인 "탄금호일렉트릭"이라는 선명을 가진 "탄금호태양광유람선"이다. 탄금호일렉트릭은 하이브리드 유람선으로 “HYBRID”라는 뜻은 태양광과 배터리의 결합을 의미한다. 즉 쉽게 말해 두 가지의 친환경 에너지를 이용하는 친환경 전기선박이다. 탄금호일렉트릭 외에도, 여러 기업에서 전기추진선과 관련하여 많은 시도가 있었다. 하지만 모두 기업 R&D 과제, 개념설계 또는 규제자유특구 내에서 이루어진 단순 과제용 소형 실험선에 불과하였다. 하지만 상업용 전기추진유람선인 탄금호일렉트릭은 *국제선급협회(IACS)의 멤버이자 대한민국 정부대행 선박 검사 기관인 BV(뷰로베리타스) 선급규정과 국내 법규를 만족하는 대한민국 1호 전기추진선이며, 실제 상용선박이다. 현재 대한민국에서 법적으로 상업 운항 허가가 있는 선박은 탄금호일렉트릭이 유일하다. 해당 선박의 길이 (LOA)는 26m이며 총톤수 55t인 유람선으로 건조 되었다. 유람선 카테고리는 안전을 최우선으로 하기 때문에 건조시 따라야 하는 관련 선급규정이나 법령규범이 모든 선박의 범주 중에 가장 까다롭다. 이 탄금호일렉트릭은 2021년 9월 10일 인증서를 취득한 국내최초 친환경선박이자 전기추진선박이다.

### 개발 및 건조
국내 최초 상업용 전기추진선박인 "탄금호일렉트릭"의 운항은 코리아크루즈에서 맡았으며 시행사 및 배를 건조한 조선소는 한국메이드이다. 배의 외관 모양을 담당하는 기본 설계는 온누리선박설계, 전장시스템은 마스터볼트코리아, 인테리어 디자인은 빈센에서 맡았다.
특히 전기추진선의 중추적인 역할을 하는 전기추진 시스템과 배터리 시스템 및 선내 충전시스템을 포함한 모니터링 시스템은 친환경선박 시스템 전문 기업인 마스터볼트코리아에서 맡아 진행되었다. 또한, 계류장 정박 시 선내 일반 부하사용과 추진 배터리 충전용 전력을 공급하는 육상전원공급장치(AMP) 시스템의 경우, 선박과 짝을 이루어야 되므로 마스터볼트코리아에서 공급하였고, 선박을 정박할 수 있는 계류장 및 한전의 전력 공급 라인 구축은 충주시에서 맡았다. 이 탄금호태양광유람선은 아주 넓은 시각에서 보면 대한민국 민간과 관공서에서 합작한 첫 친환경 선박이라 할 수 있다.

이 전기추진선박은 태양광 및 전기 공급원으로부터 충전 받은 전기에너지를 동력원으로 상용하기 때문에 친환경선박법에 의거 친환경선박이라 할 수 있으며, 국내 최초 내수면에서 사용될 친환경선박으로 선체 재질 또한 친환경소재인 알루미늄이다. 총 72명의 승객을 태우고 총톤수 55t에 육박하는 무게임에도 전기모터의 장점인 높은 토크(회전력)를 최대한 이용하여 40kW 전기모터 2대로 6노트 이상의 속도로 운항이 가능하다. 또한 전기추진선의 중요한 요소 중 하나인 충전은 육상전력을 직접 선박으로 공급하는 육상전원공급장치(AMP)를 통해 약 50분만에 충전이 가능하다. 이 선박은 충주시 탄금호를 가로지르며 운항하고 있다.

### 특징
발전기를 통해 추진하지 않고 선박용 리튬인산철 배터리로 추진하므로 추진부하 조건에 따라 최적의 전력을 공급할 수 있다. 때문에 전체적인 부하 구간에서 추진 효율성이 증가한다. 또한 일부 배터리 시스템의 고장이 발생 하더라도, 비상 발전기와 선내 파워서플라이로부터 DC전력을 공급받아 운전을 할 수 있어 선박이 멈추지 않도록 추진 시스템을 계속해서 운용할 수 있다. 탄금호일렉트릭의 경우 국제 선급인 BV, DNV 선급승인을 받은 리튬인산철 배터리 시스템과 전용 충전시스템을 채택하여 배터리시스템의 충•방전 안정성을 입증하였다. 모든 모니터링 시스템은 국제적으로 가장 인지도가 높고 선박용 디지털 배전반의 표준이라 할 수 있는 CZone이라는 디지털 스위칭 시스템을 통하여 관리 및 모니터링 할 수 있다.

#### 저진동/저소음/탄소중립
전기추진모터 기반인 전기추진선박은 전기에 의한 자기장으로 회전력을 얻기 때문에 기존 내연기관 선박에 비하여 흡입-압축-폭발-배기의 과정이 없으므로 진동과 소음이 현저히 적다. 또한 정박 시 육상전원공급장치(AMP)를 통하여 선내 에너지 저장장치인 배터리에 전기에너지를 저장하였다가 추진에너지로 사용하는 방식이기 때문에 운항 시 매연이 발생되지 않는다. 이런 배터리시스템 기반의 전기추진선박은 미세먼지 및 이산화탄소와 같은 대기오염 물질의 배출을 기존 내연기관 대비 98%이상 감소 시킬 수 있다. 따라서 현재 심각해진 환경오염의 해결 방안으로도 큰 역할을 수행할 수 있다.

#### 비용 절감
선박 내 전력망을 교류(AC)가 아닌 직류(DC) 기반으로 운영하여 배터리 추진을 통해 연료비 측면에서 연료 소비량을 더욱 절감할 수 있게 한다. 또한 전기자동차와 마찬가지로, 에너지는 디젤연료보다 훨씬 저렴하기 때문에 운송비 및 연간 유지비도 획기적으로 줄어든다. 단, 선박의 특성상 초기 건조 비용이 일반 동급 선박에 비해 최소 2배정도 비싸다. 그러나 널리 알려져 있는 해외기준 ROI를 보면 훨씬 저렴하다. 앞으로 장기적인 측면에서 친환경으로 인한 환경 비용의 절감을 생각하면 더욱 큰 메리트를 가진다.

#### 공간 활용
기관실의 용적이 상당히 줄어들기 때문에 공간 활용을 극대화할 수 있다. 선내 전력망이 AC그리드에서 DC그리드로 바뀌며 수배전반의 크기가 한층 작아졌다. 따라서 배터리시스템 및 충전시스템을 임의로 배치할 수도 있어 선형을 설계하는데 유연하다. 하지만 배터리 구역에 대한 국내 법령이 아직까지 국제선급에서 규정하는 기준에 비해 더디고, 최신 기술적 업데이트가 느려 안전 기준이 매우 높은 편이다. 그리하여 아직까지 국내에서는 갖춰야 하는 높은 방폭 요건으로 인해 배터리 구역의 공간이 많이 필요하다. 추후 국내 법령이 개선되면 추후 다른 국내선박 설계시에도 이 이점을 유용하게 적용시킬 수 있다.